# Кеберлиния колючая
Кеберлиния колючая (лат. Koeberlinia spinosa) — колючий кустарник, вид цветковых растений, произрастающих на юго-западе США и севере Мексики, известный под несколькими обиходными названиями терновый венец и тёрн. Это один из двух видов рода Кеберлиния (Koeberlinia), который иногда считается единственным родом в семействе растений Koeberliniaceae. Иногда его рассматривают как члена семейства каперсовых (Capparaceae). 

## Описание

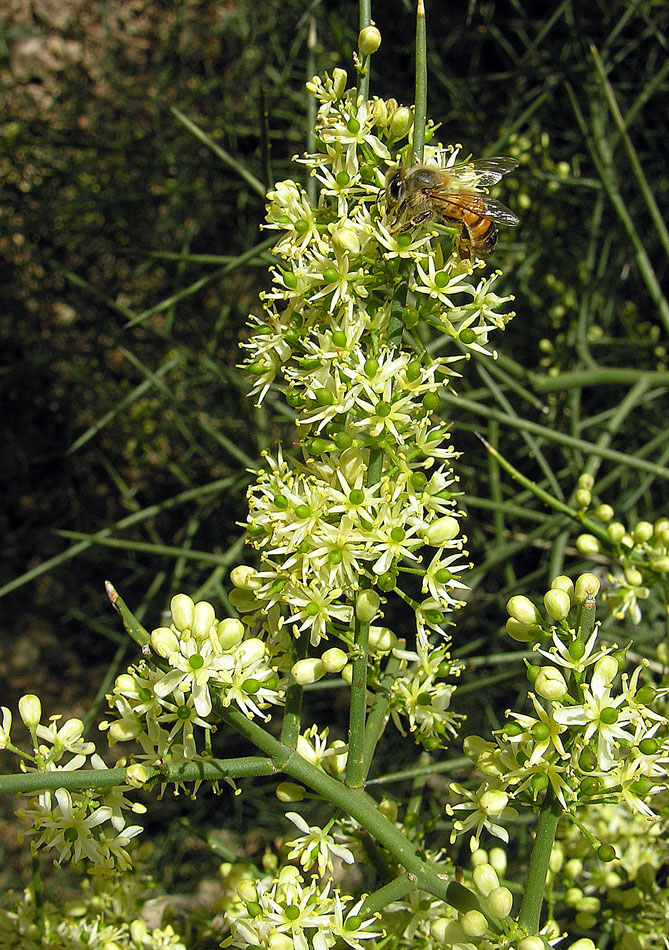
Соцветие

Кустарник среднего или большого размера, раскинувшийся на максимальную высоту более 4 м. Он полностью зеленый во время роста и состоит из спутанных прямых стеблей, которые многократно разветвляются. Кончик каждой жесткой ветви сужается в длинный острый шип. 
Листья в основном рудиментарные, принимающие форму крошечных листопадных чешуек. Большая часть фотосинтеза происходит в зеленых ветвях стебля. 
Кустарник обильно цветет белыми или зеленовато-белыми цветами. Цветки собраны в пазушные короткие зонтиковидные соцветия с мелкими прицветниками.
Мелкие цветки двудомные на коротких цветоножках радиально-симметричные, четырехстворчатые, с двойным околоцветником; они похожи на крестоцветные растения. Четыре очень маленьких свободных чашелистика расположены напротив друг друга. Четыре свободных, от удлиненных до обратнояйцевидных, раскидистых лепестков с узкими ногтями, беловатые. Имеется два круга по четыре коротких, свободных и фертильных тычинок в каждом.Тычинки уплощенные, шиловидные, с нектарниками у основания. Два-три плодолистика срослись и образовали верхнюю двухкамерную завязь с коротким стеблем и коротким столбиком. В каждом отделении завязи находится от 5 до 50 семязачатков.
Плоды — блестящие черные ягоды длиной несколько миллиметров; они привлекательны для птиц.

## Ареал
Koeberlinia spinosa можно найти в северных районах Мексиканского нагорья и на востоке вплоть до северных предгорий Восточной Сьерра-Мадре. На западе она встречается в южной и центральной пустыне Сонора в Соноре , а также в южной и юго-западной Аризоне; она также встречается в трех областях Нижней Калифорнии (часть пустыни Сонора).